# أنتال كوكسيس
أنتال كوكسيس (بالمجرية: Kocsis Antal)‏ (17 نوفمبر 1905 – 25 أكتوبر 1994) هو ملاكم مجري روسي راحل، مثّل بلاده في الألعاب الأولمبية الصيفية 1928.

## روابط خارجية
أنتال كوكسيس على موقع بوكس ريك (الإنجليزية) (registration required)
- أنتال كوكسيس على موقع أوليمبيديا (الإنجليزية)